# 2MASS J12285538+0050440
2MASS J12285538+0050440 ist ein L0-Zwerg im Sternbild Jungfrau. Er wurde 2002 von Suzanne L. Hawley et al. identifiziert.